# Dispersion (Physik)

Dispersion im Prisma erzeugt ein Farbspektrum

Unter Dispersion (von lateinisch dispergere, „ausbreiten, zerstreuen“) versteht man in der Physik die Abhängigkeit einer physikalischen Größe von der Frequenz einer Welle.
In der Optik ist dies speziell die Abhängigkeit der Ausbreitungsgeschwindigkeit von der Frequenz des Lichts. Die Variation der Ausbreitungsgeschwindigkeit hat zur Folge, dass Licht verschiedener Wellenlänge an den Flächen eines Prismas unterschiedlich stark gebrochen wird. Auf der anderen Seite des Prismas zeigt sich deshalb ein farbiges Spektrum.
Der Zusammenhang zwischen der Kreisfrequenz (oder den Energiequanten) einer harmonischen Welle und dem Wellenvektor wird Dispersionsrelation genannt. Insbesondere in der Quantentheorie ist das der Energie-Impuls-Zusammenhang des Teilchens.

## Rayleighsche Beziehung
Bei einem Wellenpaket  ist zwischen der Gruppengeschwindigkeit {\displaystyle v_{\mathrm {g} }} und der Phasengeschwindigkeit {\displaystyle v_{\mathrm {p} }} zu unterscheiden.
Der Zusammenhang zwischen den beiden Geschwindigkeiten ist durch die Rayleighsche Beziehung
{\displaystyle v_{\mathrm {g} }=v_{\mathrm {p} }-\lambda {\frac {\mathrm {\partial } v_{\mathrm {p} }}{\mathrm {\partial } \lambda }}}
gegeben.
Die Rayleighsche Beziehung ist unabhängig von der Art der Welle, sie gilt für optische (allgemein elektromagnetische) Wellen und elastische Wellen (z. B. Schallwellen) als auch Materiewellen.
Bei dispersionsfreier Wellenausbreitung sind {\displaystyle v_{\mathrm {g} }} und {\displaystyle v_{\mathrm {p} }} gleich; in einem dispergierenden Medium hingegen teilt sich ein Wellenpaket, das eine Überlagerung monofrequenter Wellen darstellt, in seine Komponenten, die sich mit unterschiedlichen Geschwindigkeiten ausbreiten. Bei monochromatischen Wellen kommt es folglich zu keiner Dispersion.

## Normale und anomale Dispersion

Brechungsindex von Quarzglas in Abhängigkeit von der Wellenlänge (UV-C bis nahes Infrarot)

Einflüsse der Zugabe ausgewählter Glasbestandteile auf die optische Dispersion eines speziellen Basisglases.

Bei den meisten transparenten Stoffen steigt im sichtbaren Bereich der Brechungsindex {\displaystyle n} mit der Frequenz {\displaystyle f} an, Glas bricht blaues Licht stärker als rotes. Man spricht von normaler Dispersion. Eine positive Ableitung des Brechungsindex nach der Frequenz der Welle ({\displaystyle {\text{d}}n/{\text{d}}f\,>\,0}) ist gleichbedeutend mit einer negativen Ableitung nach der Wellenlänge {\displaystyle \lambda } ({\displaystyle {\text{d}}n/{\text{d}}\lambda \,<\,0}). Hierbei gilt {\displaystyle n={\tfrac {c}{v(\lambda )}}}, mit der Lichtgeschwindigkeit im Vakuum {\displaystyle c} und der Phasengeschwindigkeit {\displaystyle v(\lambda )}.
Fällt dagegen der Brechungsindex mit steigender Frequenz, so liegt eine anomale Dispersion vor.  Entdeckt wurde sie bei einer alkoholischen Fuchsin-Lösung von Christian Christiansen im Jahr 1870. Der Effekt ist keine spezielle Eigenschaft dieses Farbstoffs, vielmehr tritt er immer in Wellenlängenbereichen nahe einer starken Absorption auf. Ganz allgemein verknüpft die Kramers-Kronig-Relation den Verlauf des Brechungsindex mit dem der Absorption.

## Quantitative Beschreibung
Eine einfache Kennzahl für die Dispersion eines isotropen, transparenten Mediums ist die Abbe-Zahl. Die Sellmeier-Gleichung dagegen versucht, den empirisch ermittelten Verlauf des Brechungsindex {\displaystyle n} über die Wellenlänge {\displaystyle \lambda } genau wiederzugeben. Daneben existiert noch eine einfachere Beschreibung durch die Cauchy-Gleichung.
Darüber hinaus gibt es noch zahlreiche weitere Dispersionsformeln, z. B.:
- Helmholtz-Ketteler-Drude-Dispersionsformel
- Schottsche Dispersionsformeln,
- Geffckensche Dispersionsformel[4],
- Buchdahlsche Dispersionsformel[5],
- Kettlersche Dispersionsformel,
- Kramers-Heisenbergsche Dispersionsformel,
- Breit-Wignersche Dispersionsformel,
- Hartmannsche Dispersionsformel[6],
- Herzbergsche Dispersionsformel (für den visuellen Bereich[7]) oder
- als Polynomformel: {\displaystyle n^{2}(\lambda )=\sum _{i=1}^{6}A_{i}\lambda ^{4-2i}}

## Auswirkungen
Die Dispersion der Phasengeschwindigkeit bestimmt die Dispersion der Gruppengeschwindigkeit.

### Dispersion der Phasengeschwindigkeit
- Ein Prisma zerlegt Licht in sein Farbspektrum.
- Abbildungen mittels Linsen zeigen unerwünschte Farbränder, die durch Kombination von Linsen aus optischen Gläsern unterschiedlicher Dispersion korrigiert werden können (siehe Achromat und Apochromat).
- Auch magnetische Linsen etwa eines Elektronenmikroskops zeigen Dispersion in Abhängigkeit von der Geschwindigkeit der Elektronen. Gegenmaßnahmen sind eine schmale Energieverteilung der Elektronen, aus Feld- statt Glühemission, eine hohe Beschleunigungsspannung und eine kleine Apertur.

### Dispersion der Gruppengeschwindigkeit
- Lichtimpulse in Glasfasern, welche beispielsweise in der optischen Datenübertragung eingesetzt werden, erfahren auf Grund der Dispersion der Gruppengeschwindigkeit eine Verbreiterung während der Übertragung. Je geringer die Dauer eines Lichtimpulses ist, desto breiter ist sein Frequenzspektrum und desto ausgeprägter ist die Änderung der Impulsform, besonders auf langen Übertragungsstrecken (siehe Dispersion in Lichtwellenleitern).
- Elektrische Kabel weisen je nach Frequenz aufgrund ihrer Isolierstoffe unterschiedliche Ausbreitungsgeschwindigkeiten auf, was sich z. B. bei der Zeitbereichsreflektometrie an verbreiterten reflektierten Impulsen zeigt. Der Effekt führt zu Laufzeitverzerrungen bei breitbandigen Signalen (zum Beispiel in Form von flacheren Impulsflanken) und kann durch geeignete Isolierstoffe vermieden werden.

## Beispiele
- Dispersion von Wasserwellen
- Dispersionsrelation von Phononen
- Polarisationsmodendispersion in Lichtwellenleitern